# Amber (bier)

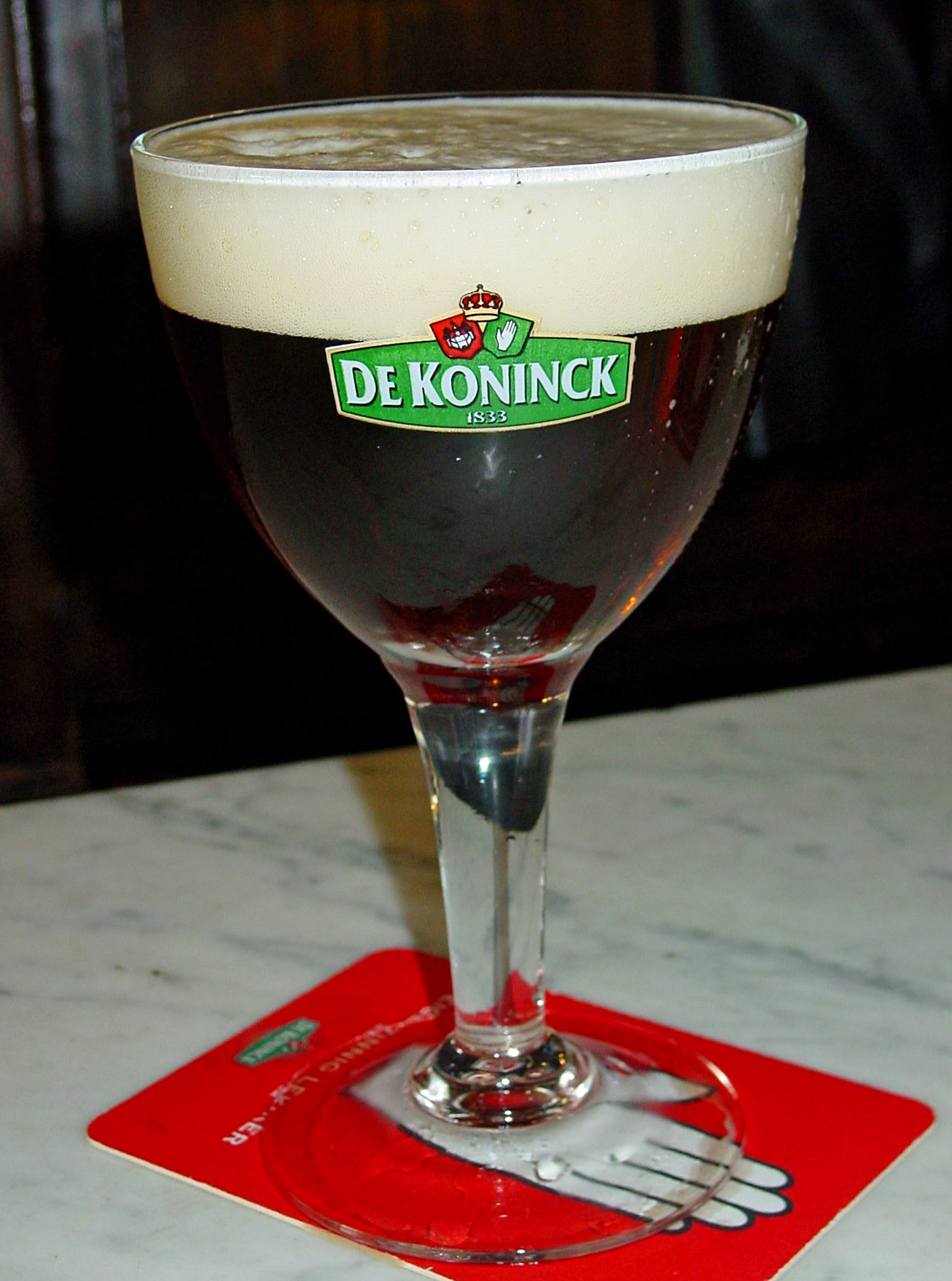
De Koninck (sinds 2019 Bolleke)

Amber is een benaming die gebruikt wordt voor sommige bieren van hoge gisting. In tegenstelling tot wat het doet vermoeden, verwijst het woord "amber" niet naar de biersoort, maar slaat het enkel op de kleur van het bier, amberkleurig dus. 
Deze kleur wordt verkregen wanneer de brouwer zogenaamde "special B" mout gebruikt tijdens het brouwproces. Een gedeelte van de gerst is namelijk wat zwaarder gebrand en zal kleurstoffen afgeven. Deze kleuren het bier. Ook zorgen deze granen voor een wat intensere smaak van bijvoorbeeld kruiden of karamel.

## Enkele biersoorten die zich "amber" noemen
- Bruegel
- Gouden Carolus Ambrio
- Gauloise Ambrée
- Passendale
- Ramée Amber
- Palm
- Gulpener Biologisch Ur-Amber
- Bolleke
- Pauwel Kwak